# Корита (Требнє)
Корита (словен. Korita) — поселення в общині Требнє, регіон Південно-Східна Словенія, Словенія.